# A New Era of Corruption
A New Era of Corruption är det amerikanska death metal-bandet Whitechapels tredje studioalbum, utgivet 8 juni 2010 av skivbolaget Metal Blade Records. Två musikvideor för låtar från albumet släpptes, "The Darkest Day of Man" och "Breeding Violence".

## Låtlista
1. "Devolver" – 3:58
2. "Breeding Violence" – 3:19
3. "The Darkest Day of Man" – 3:00
4. "Reprogrammed to Hate" – 3:45
5. "End of Flesh" – 4:03
6. "Unnerving" – 3:39
7. "A Future Corrupt" – 2:57
8. "Prayer of Mockery" – 3:35
9. "Murder Sermon" – 3:59
10. "Necromechanical" – 4:21
11. "Single File to Dehumanization" – 4:43

Bonusspår (div. utgåvor)
1. "Animus" – 3:35

Text: Phil Bozeman
Musik: 	Ben Savage (spår 1–5, 7, 8, 10–12), Alex Wade (spår 4, 5, 9), Zach Householder (spår 5, 6, 9)

## Medverkande
Musiker (Whitechapel-medlemmar)
- Phil Bozeman – sång
- Ben Savage – gitarr
- Alex Wade – gitarr
- Gabe Crisp – basgitarr
- Kevin Lane – trummor
- Zach Householder – gitarr

Bidragande musiker
- Cole Martinez – sampling
- Jason Suecof – sologitarr (spår 7, 10)
- Chino Moreno – sång (spår 4)
- Vincent Bennett – sång (spår 9)

Produktion
- Whitechapel – producent, omslagsdesign
- Jason Suecof – producent, ljudtekniker, ljudmix
- Mark Lewis – ljudtekniker (trummor)
- Shaun Lopez – ljudtekniker (Chino Morenos sång)
- Alan Douches – mastering
- Brent Elliott White – omslagskonst